# Station 17
Station 17 ist eine Musikband aus Hamburg, welche dem Krautrock-Genre zugerechnet wird.

## Geschichte
Der Musiker und Heilerzieher Kai Boysen fokussierte 1989 die Idee, ein Album mit den Bewohnern der Wohngruppe 17 der Evangelischen Stiftung Alsterdorf aufzunehmen. Dieses Album entstand auch unter der Mitwirkung von Michael Rother, Holger Czukay, FM Einheit, Thomas Fehlmann, sowie Markus Grosskopf (Helloween) und Kai Hansen (Gamma Ray) und erschien 1990 bei Mercury/Phonogram.
Nach mehreren Live-Auftritten bekundete Alfred Hilsberg, Labelbetreiber von What's So Funny About sein Interesse an der Band und veröffentlichte 1993 das Folgealbum Genau So.
In den folgenden zwei Jahren wurde (auch durch die vielen Tourneen der Band) die deutsche Presselandschaft auf Station 17 aufmerksam. Die Süddeutsche Zeitung, Die Zeit, Der Spiegel und Der Stern berichteten ausgiebig über die Band. Der Plan, ein Live-Album aufzunehmen, wurde zugunsten des Konzertfilms Station 17 – Der Film verworfen.
Das 1997 erschienene Album Scheibe zeigt erstmals eine deutliche Hinwendung zur Elektronischen Musik und wurde auf etwaigen Tourneen durch Europa bespielt.
Zwei Jahre später folgte das Album Bravo. Allerdings folgte auch eine durch musikalische Differenzen bedingte Veränderung in der Besetzung der Band.
Zur Überbrückung entstand 2001 das Remix-Album Hitparade mit Remixen von DJ Koze, Cosmic DJ und Thomas Fehlmann. Station 17 wurde im Zuge der Werbekampagne zur Umbenennung der Aktion Sorgenkind in Aktion Mensch von Anton Corbijn fotografiert. Über Umwege gelangten diese Fotos zu Daniel Miller, welcher Station 17 für sein Label Mute engagierte.
Während der nächsten fünf Jahre wurde es still um die Band. Boysen fokussierte die Gründung des inklusiven Netzwerk professioneller Kulturproduktionen barner16. Weder Mute noch ein anderes Musiklabel zeigte Interesse an einer neuen Veröffentlichung von Station 17. Daraufhin wurde das eigene Label 17rec. gegründet, welches mit dem Album Mikroprofessor 2006 die erste Veröffentlichung feiern konnte. Die Komplexität der Produktion des Albums ließ sich bei Live-Auftritten allerdings nicht reproduzieren und die Bandstruktur zerbrach.
Zu dieser Zeit begannen unter anderem die Musiker Christian Fleck und Peter Tiedeken (The Robocop Kraus) bei barner16 zu arbeiten und wenig später eine neue Bandkonstellation von Station 17 aufzubauen. Für das nächste Album besann sich die neue Besetzung auf das Konzept des Debütalbums und erarbeitete unter anderem mit Fettes Brot, Stereo Total und Guildo Horn das Kollaborationsalbum Goldstein Variationen.
Das neue Line-Up von Station 17 spielte daraufhin mehrere Tourneen und Festivals wie der Fusion, Burg-Herzberg-Festival oder dem Hurricane Festival. Die Besetzung hielt wiederum nicht lange stand: Alex Tsitsigias (Schrottgrenze) trat der Band im Jahre 2008 bei.
Im Jahr 2011 veröffentlichte Station 17 das achte Album Fieber und wurde im Folgejahr von Joachim Gauck zum Bürgerfest des Bundespräsidenten eingeladen. 2013 präsentierte die Bundeszentrale für politische Bildung das Konzept von Musik und Inklusion.
Während der Produktion zum Nachfolgealbum folgte eine erneute Umbesetzung. Peter Tiedeken verließ die Band und wurde von Hauke Röh (Frau Potz) ersetzt.
Alles für alle erschien 2014 mit einem für Station 17 bis dato ungewohntem Konzept: Ein Pop-Album mit politischen Texten. Nach einer über 100 Konzerte umfassenden Tournee zum Album wurde der Wunsch nach improvisationslastiger Musik wieder stärker.
2017 wurde mit der Plattenfirma Bureau B der Plan für ein weiteres Kollaborationsalbum verwirklicht. Station 17 begann im Watt’n’Sound-Studio, einer zum Tonstudio umfunktionierten ehemaligen Schule an der Nordseeküste, mit Kooperationspartnern wie unter anderem Schneider TM, Ulrich Schnauss, faUSt oder Pyrolator die Aufnahmen, welche unter den Namen Blick (2018) und Ausblick (2019) bei Bureau B veröffentlicht wurden.
Darüber hinaus veröffentlichte Bureau B 2019 am gleichen Tag wie das Album Ausblick die Kompilation Werkschau. Zur Feier der Veröffentlichungen und des 30-jährigen Bandjubiläums spielte die Gruppe ein Konzert im Hamburger Uebel & Gefährlich mit hochkarätigen Gästen wie Michael Rother, Andreas Dorau, Strizi Streuner (Frittenbude) und Fettes Brot.
Die Aufzeichnungen zu diesem Konzert wurden wiederum unter dem Namen Live at Uebel & Gefährlich am 18. Juni 2021 veröffentlicht und stellen somit das erste Live-Album der Band dar.

## Diskografie

### Alben
- Station 17 (1990, Mercury/Phonogram)
- Genau So (1993, What’s So Funny About)
- Scheibe (1997, What’s So Funny About)
- Bravo (1999, What’s So Funny About)
- Hitparade – Remix Album (2001, Mute)
- Mikroprofessor (2006, 17rec.)
- Goldstein Variationen (2008, 17rec.)
- Fieber  (2011, 17rec.)
- Alles für Alle (2014, 17rec.)
- Blick (2018, Bureau B)
- Ausblick (2019, Bureau B)
- Live at Uebel & Gefährlich (2021, Bureau B)

### Kompilationen
- Werkschau (2019, Bureau B)

### Singles
- Nadine/Fahrstuhl – Remixes by Console & Remute (2006)
- Drogen Sind Schlecht Für Die Haut – Remixes by Pelle Buys & Lawrence (2007)
- Goldstein Variationen #01 – Station 17 + The Robocop Kraus + Barbara Morgenstern / Remixes by Mense Reents & Thomas Fehlmann (2007)
- Goldstein Variationen #02 – Station 17 + Von Spar + Melissa Logan / Remixes by Sid Le Rock & Cab Drivers (2008)
- Goldstein Variationen #03 – Station 17 + Schneider TM + Ted Gaier + Melissa Logan / Remixes by kptmichigan & Erobique (2008)
- Goldstein Variationen #04 – Station 17 + Stereo Total + Michael Rother / Remixes by MyMy & Tobias Thomas/Ada (2008)
- Goldstein Variationen #05 – Station 17 + Fettes Brot + Knarf Rellöm Trinity / Remixes by Justus Köhncke & Christopher Just (2009)
- Alles für Alle (2013)
- Dinge (2018)
- Geisterstunde, Baby (2019)
- Die Mittagssonne friert (2019)
- Boogie Boogie Baka - Live (2021)

## Film/TV
- Christian 'Che' Eckert: Station 17 (der erste Film) – Dokumentarfilm 26 Minuten – Produktion: Atelier Screen Tv, Köln, 1991[4]
- Frank Stolp, Hannes Schönemann: Station 17 – der Film, Dokumentarfilm 76 Minuten – Produktion: Gaarz-Film 1995
- Eike Swoboda: Station 17: Neu, Dokumentarfilm 91 Minuten – Produktion: es-Film 2009

## Hörfunk
- Thomas Gaevert, Peter Simon: "...jeder kann Musik machen." – Die genialen Dilettanten von Alsterdorf, Hörfunkfeature 55 Minuten – Produktion: Südwestrundfunk 1999, Erstsendung: 9. April 1999 auf SWR2
- Joachim Palutzki: Die Band "Station 17" wird 30 – Die Pop-Inklusion, Hörfunkfeature 54 Minuten – Produktion: DLF 2019, Erstsendung: 1. September 2019 auf DLF
- Axel Schröder: 30 Jahre Station 17 – Wenn Inklusion rockt, Hörfunkfeature 29 Minuten – Produktion: DLF Kultur 2019, Erstsendung: 1. September 2019 auf DLF Kultur